# Кавказское (Новосибирская область)
Кавказское — село в Баганском районе Новосибирской области. Входит в состав Савкинского сельсовета.

## География
Площадь села — 39 гектар

## Население
| 1976 | 1995 | 2002 | 2007 | 2010 |
| ---- | ---- | ---- | ---- | ---- |
| 248  | ↘196 | ↘161 | ↘130 | ↗157 |

## История
Основано в 1908 году. В 1928 г. посёлок Кавказский состоял из 39 хозяйств, основное население — украинцы. В составе Китай-Городского сельсовета Черно-Курьинского района Славгородского округа Сибирского края.

## Инфраструктура
В селе по данным на 2006 год функционируют 1 учреждение здравоохранения, 1 образовательное учреждение.